# Sollembergmolen

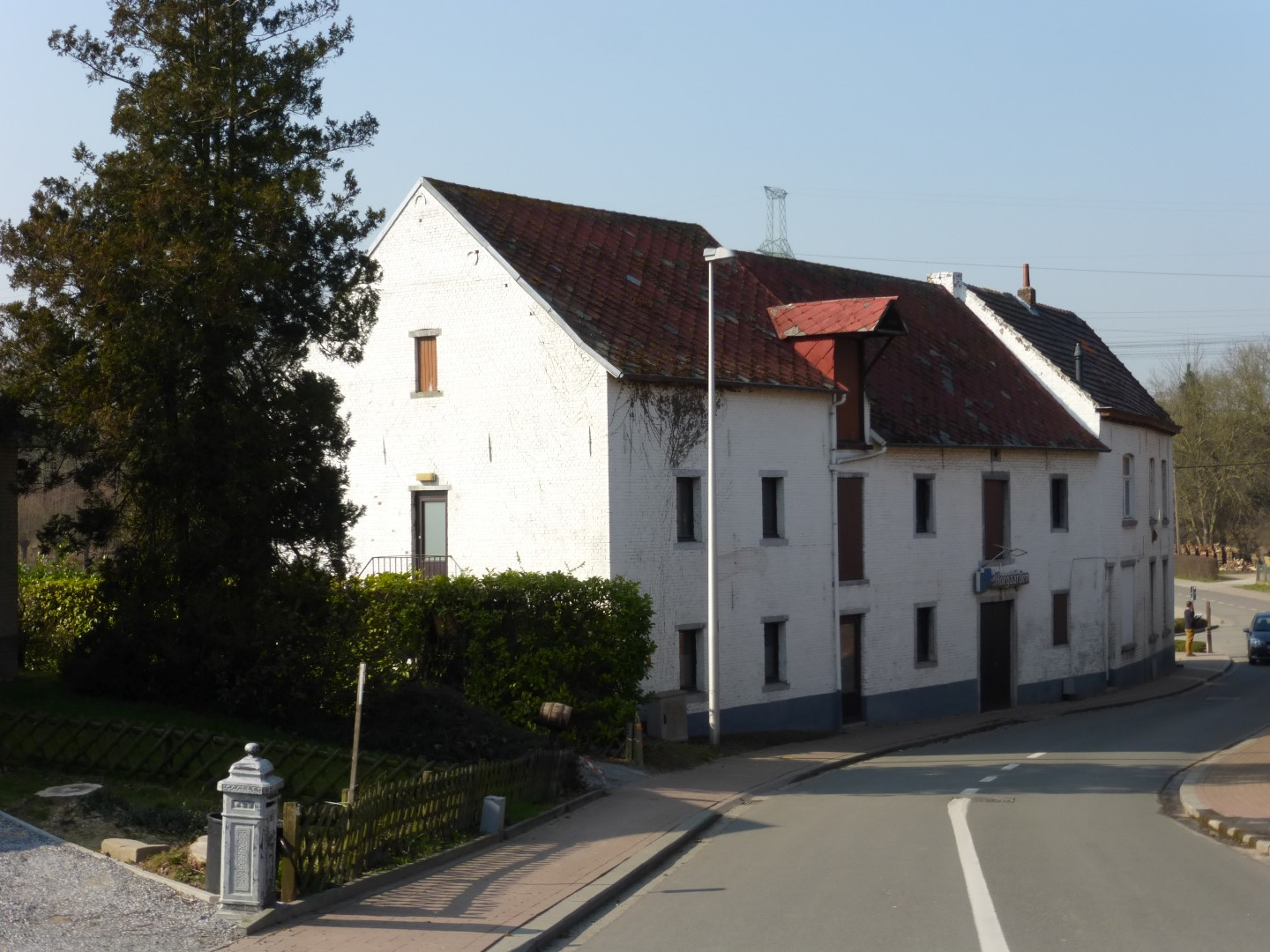
Sollembergmolen

De Sollembergmolen is een watermolen in de tot de Vlaams-Brabantse gemeente Beersel behorende plaats Huizingen, gelegen aan de Watermolenstraat 81.
Deze onderslagmolen op de Molenbeek fungeerde als korenmolen.

## Geschiedenis
In 1321 was voor het eerst sprake van een molen op deze plaats. In 1404 werd de molen verkocht aan het Onze-Lieve-Vrouwekapittel van Kamerijk. Daarna ging de molen over aan Charles Boisot die in 1566 het Smeekschrift der Edelen had ondertekend en moest vluchten, terwijl zijn goederen -waaronder de watermolen- verbeurd werden verklaard.
In de 18e eeuw fungeerde de molen als banmolen van de heren van Huizingen.
De huidige molengebouwen en de stallen van de boerderij zijn van 1809 en het woonhuis werd gebouwd in 1833. In 1930 werd de molen getroffen door brand en de eigenaar begon elders in Huizingen een elektrische maalderij. De watermolen werd echter hersteld terwijl er ook een herberg werd uitgebaat. Na 1950 kwam de molen buiten bedrijf, de herberg bleef bestaan en werd later nog een discotheek en weer later het restaurant De Molen. De waterloop naar de molen toe werd gedempt.